# Mirza Hameedullah Beg
Mirza Hameedullah Beg (* 22. Februar 1913 in Lakhnau; † 19. November 1988) war ein indischer Jurist und oberster Richter Indiens.

## Leben
Mirza Hameedullah Beg stammt aus einer prominenten muslimischen Familie in Hyderabad; sein Vater Mirza Samiullah Beg war oberster Richter des Staates Hyderabad. Beg studierte zunächst in Hyderabad und dann ab 1931 an der Cambridge University und an der London School of Economics. Später kehrte er nach Indien zurück und war von Januar 1977 bis Februar 1978 oberster Richter Indiens (Chief Justice des Supreme Court of India). Nach seiner Pensionierung übernahm Beg von 1981 bis 1988 das Amt des Vorsitzenden der Minderheitenkommission (Minorities Commission) Indiens. Er wurde 1988 mit dem Padma Vibhushan ausgezeichnet.